# Illice cryptopyra
Illice cryptopyra är en fjärilsart som beskrevs av George Francis Hampson 1903. Illice cryptopyra ingår i släktet Illice och familjen björnspinnare. Inga underarter finns listade i Catalogue of Life.